# Gustav Robert Kirchhoff
Gustav Robert Kirchhoff (Poroszország, Königsberg, 1824. március 12. – Berlin, 1887. október 17.) német fizikus. Ő fogalmazta meg a később róla elnevezett Kirchhoff-törvényeket.

## Élete
Egyetemi tanulmányait szülővárosában végezte, majd Berlinben doktorált. Robert Wilhelm Bunsennel megalapozta a színképelemzés elméletét. Vele együtt tanított Breslauban és Heidelbergben is, ahol többek között ő volt Eötvös Loránd és Heller Ágost tanára.
1847-ben magántanár (fizetés nélküli előadó) lett a berlini Frigyes Vilmos Egyetemen, három évvel később fogadta el a fizika rendkívüli tanári kinevezést a Breslaui Egyetemen. A Heidelbergi Egyetemen 1855-ben nevezték ki fizikaprofesszorrá.
Kirchhoffot 1875-ben a Berlini Egyetem matematikai fizika professzorává nevezték ki.
1887. október 17-én hunyt el. Schönebergben helyezték örök nyugalomra, pár méterre a Grimm fivérek nyughelyétől.

## Munkássága
1845-ben tette közzé a törvényeit, amelyek lehetővé teszik az áram, a feszültség és az ellenállások számítását villamos hálózatokban. Georg Simon Ohm német fizikus elméletét kiterjesztve az áram folyását leíró egyenleteket háromdimenziós rendszerekre általánosította.
Heidelbergben a kémikus Robert Wilhelm Bunsenel együttműködve megalapozta a színképelemzés elméletét; ők építették meg az első spektroszkópot. Megmutatták, hogy minden izzásig hevített elem több hullámhosszon is rá jellemző színű fényt bocsát ki. Ezt felhasználva a színképelemzés (spektrumanalízis) a felhevített anyagok kibocsátotta fény felbontása után látható színképvonalakból következtet a kémiai összetételre.  Az új eszközzel két új elemet fedeztek fel, 1860-ban a céziumot, 1861-ben a rubídiumot. 
Kirchhoff a módszert a Nap összetételének a meghatározására is alkalmazta. Megállapította, hogy a gázon áthaladó fényből a gáz azokat a hullámhosszakat nyeli el, amelyeket felhevítve kibocsát. Ezzel az elvvel magyarázta meg a Nap színképében talált sötét vonalakat, a Fraunhofer-vonalakat. Ezzel a felfedezéssel új korszak kezdődött a csillagászatban.
Az 1850-es és 1860-as évek fordulóján dolgozta ki a sugárzási törvényét, amit félreérthető módon időnként ugyancsak Kirchhoff-törvénynek neveznek. Ennek lényege, hogy valamely test egységnyi idő alatt ugyanannyi elektromágneses energiát (hőt és fényt) sugároz ki, mint amennyit felvesz. Ezt az elképzelését, ami 1859-ben még csak sejtés volt, 1861-re sikerült kísérletekkel (részlegesen) igazolnia. 1862-ben vezette be a sugárzást tökéletesen elnyelő és kisugárzó objektum, az ún. abszolút fekete test fogalmát. Kimutatta, hogy az ilyen test sugárzásának hullámhosszak szerint megoszlása egyáltalán nem függ az adott test anyagától alakjától, méretétől vagy bármi más fizikai tulajdonságától, csakis a test hőmérsékletétől.

## Legjelentősebb munkái
- Vorlesungen über mathematische Physik (Matematikai fizikai előadások; négy kötet, 1876-94)
- Gesammelte Abhandlungen (Összegyűjtött tanulmányok; 1882, pótkötet 1891).
- G. Kirchhoff, Über die Auflösung der Gleichungen, auf welche man bei der Untersuchung der linearen Verteilung galvanischer Ströme geführt wird Ann. Phys. Chem. , 72 (1847); 497.-508. o. - valószínűleg e munkájában, bevezeti a kombinatorika számára igen fontos incidenciamátrix fogalmát.

## Források

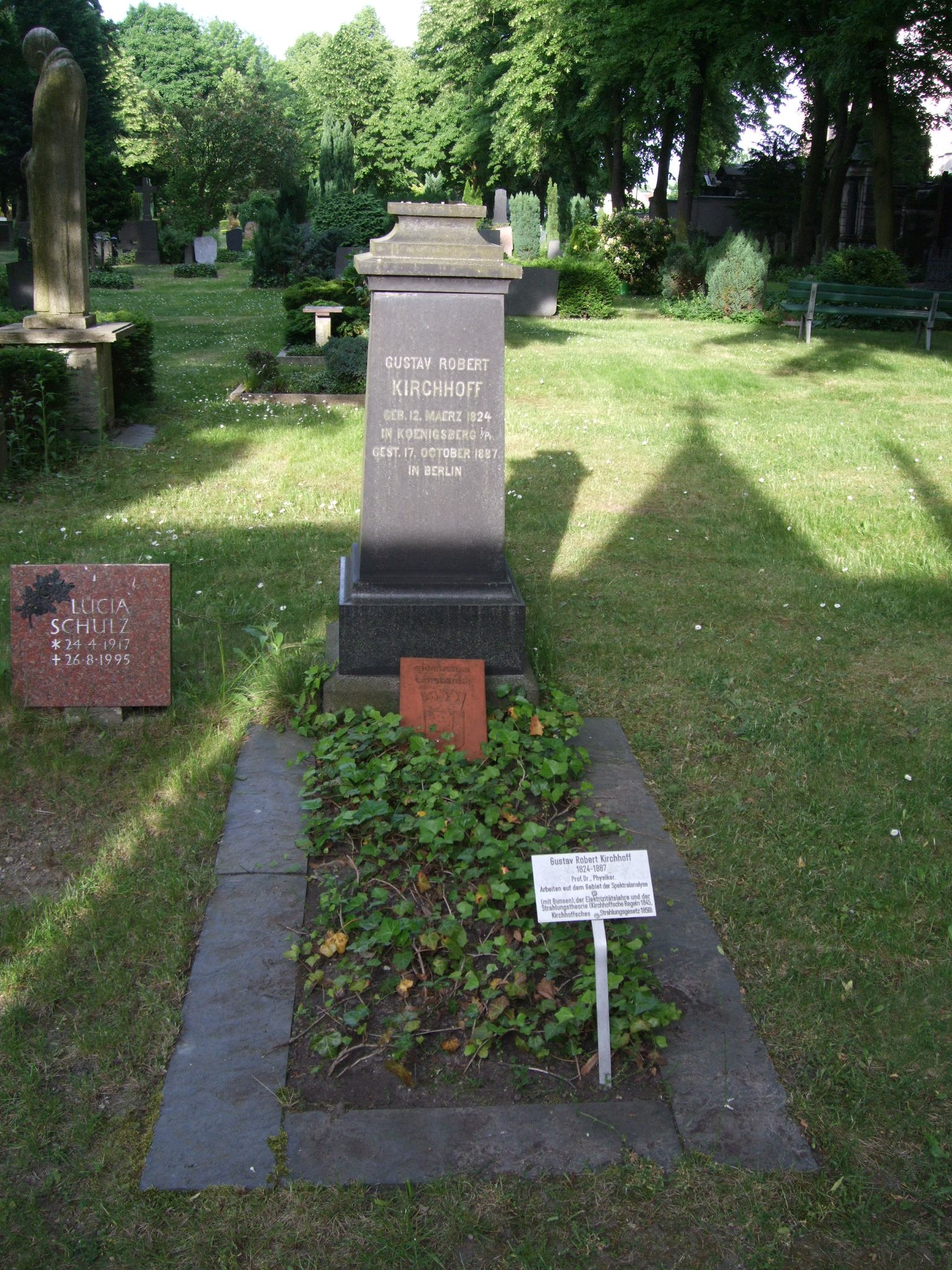
Gustav Kirchhoff síremléke